# BIRTH (アルバム)
『BIRTH』（バース）は、久松史奈の4作目のオリジナル・アルバム。1993年2月24日にair RECORDSからリリースされた。

## 内容
初のセルフプロデュースアルバム。ドラマ主題歌に採用された大ヒットしたシングル「天使の休息」を収録し、初めてオリコンチャートのTOP10位以内に入った作品である。レコーディングには山木秀夫、美久月千晴、今剛ら豪華ミュージシャンが参加している。
M-1「Brand New Day」は、1999年のベスト・アルバム『CROSS〜ORIGINAL SINGLE COLLECTION』、2007年のアルバム『Furnish』において、2度リテイクをしている。

## 収録曲

### CD
全作詞: 久松史奈（特記以外）
1. BRAND NEW DAY（4:54）
作曲: TSUKASA / 編曲: 十川知司
2. あの時のままでいたい（3:52）
作曲: 藤生ゆかり / 編曲: 十川知司
3. 忘れずにいられたら（4:47）
作曲: 宇佐元恭一 / 編曲: 瀬尾一三
4. 天使の休息（5:12）
作詞: 久松史奈・藤生ゆかり / 作曲: 藤生ゆかり / 編曲: 瀬尾一三
5. 今夜は（5:57）
作曲・編曲: 安田信二
6. DON'T LEAVE ME NOW（4:23）
作曲: 井口慎也 / 編曲: 難波正司
7. WALK（3:48）
作曲・編曲: 安田信二
8. GROWING UP（4:34）
作曲: 野田晴稔 / 編曲: 難波正司
9. 17のまま（4:38）
作曲: 藤生ゆかり / 編曲: 難波正司
10. 瞬きもせずに（5:06）
作曲: 野田晴稔 / 編曲: 難波正司

## 参加ミュージシャン
- 山木秀夫 - ドラム
- 長谷部徹 - ドラム
- 江口信夫 - ドラム
- 美久月千晴 - ベース
- 今剛 - ギター
- 井口慎也 - ギター
- 安田信二 - シンセサイザー